# مهدی غارا
مهدی غارا (انگلیسی: Mehdi Gara؛ زادهٔ ۱ مارس ۱۹۸۱) بازیکن والیبال اهل تونس بود.